# 버나드 맨더빌
버나드 맨더빌(영어: Bernard Mandeville)은 네덜란드에서 태어나 영국에서 활동했던 철학자이다.
맨더빌은 프랑스 이름이지만 그의 조상은 최소한 16세기 전부터 줄곧 네덜란드에서 거주했다. 1670년 버나드 맨더빌은 그의 아버지가 외과의원을 운영하던 네덜란드 로테르담에서 태어났다. 1689년 라이덴 대학교에서 논문 De brutorum operationibus으로 학위를 받고 언어에 대해 배우기 위해 1693년 영국으로 이주했다. 그가 외국인이라는 사실을 잊게 할 정도로 언어에 대해 괄목할만한 성적를 내던 중 같은 해 그의 아버지가 코스테루마노에서 일어난 폭동에 연루되어 로테르담에서 추방되자 1696년 런던에서 정신과 의사로 개업하여 영국에 정착하였으며 이어 1699년 영국인 아내와 결혼하였다. 영국에서《투덜대는 벌집》, 《꿀벌의 우화》등을 써내며 저술활동을 하던 중 1733년 독감으로 타계하였다.
그는 가난한 자들을 교육하는 것에 대한 비판을 하였는데, 그 결과가 그들을 더욱 부자가 되고 싶은 욕망만 부추긴다는 것이었다. 또한 부자들이 사치를 하는 것에 대해서도 그 사치는 도덕적으로 비난받아 마땅하지만, 그 소비를 통하여 사회 경제적으로 기여를 한다고 주장하였다. 이에 대한 그의 의견은 프랜시스 허치슨의 반박을 받았지만, 프리드리히 하이에크는 그가 애덤 스미스의 자유방임주의에 영향을 미쳤다고 주장했다. 그의 경제철학은 미덕이나 악덕 같은 개념은 경제 활성화에 그리 좋은 영향을 미치지 않는 하나의 관념에 불과하다는 주장을 폈다.
맨더빌의 사상을 옹호하거나 비판하면서 유명해졌던 이들은 자유주의와 사회주의의 형성에 크나 큰 영향을 주었고 개인의 욕망이 경제를 순환시킨다는 맨더빌의 생각은 사회주의가 개인의 욕망을 억압한다고 비판하는 자유주의자들의 주요 논지가 되었다.

## 저서
- 《투덜대는 벌집》(The Grambling Hive 1705년)
- 《꿀벌의 우화》(The Fable of the Bees 1714년)

## 같이 보기
- 우화